# August Vetter (Psychologe)
August Vetter (* 19. Februar 1887 in Elberfeld; † 15. Oktober 1976 in Ammerland) war ein deutscher Psychologe. Er war Professor für Psychologie an der Ludwig-Maximilians-Universität München.

## Leben
Vetter wurde 1887 als ältestes von neun Kindern geboren. Durch den frühen Tod seiner Mutter konnte er sich erst keine höhere Schulbildung leisten und besuchte stattdessen die Handwerker- und Kunstgewerbeschule Elberfeld, wo er eine Ausbildung zum Grafiker und Zeichner machte. Die nächsten Jahre verdiente er sich seinen Lebensunterhalt durch künstlerische Tätigkeiten. Im Jahr 1912 wurde er zum Studium an der Universität München zugelassen, wo er Philosophie und Psychologie studierte. Sein Studium finanzierte er sich ebenfalls mit der Arbeit in seinem Ausbildungsberuf. Ein Jahr nach Studienbeginn wurde sein Erstlingswerk Die dämonische Zeit im Diederichs Verlag veröffentlicht.

## Wirken
Vetter veröffentlichte im Jahr 1926 in der Geschichte der Philosophie in Einzeldarstellungen ein Buch über Friedrich Nietzsche, das von Gustav Kafka herausgegeben wurde. Nach einer Veröffentlichung über Søren Kierkegaard zwei Jahre später, wurde er 1930 zum Ehrendoktor der Technischen Hochschule Dresden ernannt. Kafka bot ihm daraufhin die Mitarbeit in seinem Institut an, wo Vetter Philipp Lersch kennenlernte. Im Jahr 1933 veröffentlichte Vetter noch ein Werk über die Bindung an die christliche Zeitwende und ihren Anspruch auf Einmaligkeit, bevor er dann im selben Jahr aus politischen Gründen entlassen wurde.
Durch Felix Krüger bekam Vetter im Jahr 1934 eine Assistentenstelle in Leipzig, wo er mit Ehrig Wartegg (1897–1983), Albert Wellek und Johannes Rudert (1894–1979) zusammenarbeitete. Doch auch hier musste er 1939 seine Stelle wieder räumen. Er versuchte sich mit der Arbeit Die Erlebnisdeutung der Phantasie zu habilitieren, bekam jedoch nie eine Antwort auf sein Gesuch. Durch den befreundeten Psychiater Hans von Hattingberg bekam Vetter eine Dozentenstelle am auch „Göring-Institut“ genannten Institut für psychologische Forschung und Psychotherapie in Berlin. Von 1940 bis 1944 arbeitete er zudem als Berater der I.G. Farben, wo er sich für die Fortentwicklung psychologische Eignungstests für Betriebsmeister und für Beratungskursen einsetzte. Nach Ende des Krieges wurde er als Honorarprofessor für Psychologie an der Universität München ernannt. Vetter wurde 1962 auf Beschluss des Bundesinnenministeriums in einem Wiedergutmachungsverfahren zum ordentlichen emeritierten Professor ernannt.
Im Jahr 1972 folgte seine letzte Veröffentlichung Die Zeichensprache von Schrift und Traum. Nach seinem Tod 1976 wurde ein Jahr später posthum sein bereits 1923 veröffentlichtes Buch Kritik des Gefühls in einer neuen Auflage herausgegeben, die von Vetter in seinen letzten Jahren komplett überarbeitet wurde.

## Veröffentlichungen
- Kritik des Gefühls. Prien: Kampmann & Schnabel 1923. 2. völlig umgearbeitete Auflage. München, Paderborn, Wien: Schöningh 1977. ISBN 3-506-70186-X
- Nietzsche. München: Reinhardt 1926 (in G. KAFKA: Gesch. Phil. Einzeldarst., Bd. 37)
- Frömmigkeit als Leidenschaft. Eine Deutung Kierkegaards. Leipzig: Insel 1928. 2. Aufl.,  Freiburg i. Br. / München: Karl Alber 1963
- Mitte der Zeit. Die Geschichtlichkeit des Geistes im Licht der Menschwerdung Gottes. Kampen: Kampmann, 1933. 2. Aufl. Freiburg i. Br. / München: Karl Alber 1962
- Natur und Person. Umriß einer Anthropognomik. Stuttgart: Klett 1949
- Die Erlebnisbedeutung der Phantasie. Stuttgart: Klett 1950
- Wirklichkeit des Menschlichen. Lebensfragen unserer Zeit. Freiburg i. Br. / München: Karl Alber 1960
- Personale Anthropologie. Aufriß der humanen Struktur. Freiburg i. Br. / München: Karl Alber 1966
- Die Zeichensprache von Schrift und Traum. Einführung in die anthropologische Diagnostik.  Freiburg i. Br. / München: Karl Alber 1970. ISBN 3-495-47180-4

## Festschrift
- Wirklichkeit der Mitte. Beiträge zu einer Strukturanthropologie. Festgabe für August Vetter zum 80. Geburtstag. Hrsg. v. Johannes Tenzler. Freiburg i. Br. / München: Karl Alber 1968